# Czermin (gmina w województwie podkarpackim)
Czermin – gmina wiejska w powiecie mieleckim, w województwie podkarpackim usytuowana na zachód od miasta Mielca, na prawym brzegu Wisły. Gmina zajmuje obszar 80,32 km² i liczy 6998 mieszkańców.
Według danych z 31 grudnia 2017 roku gminę zamieszkiwało 7 032 osób.

## Demografia

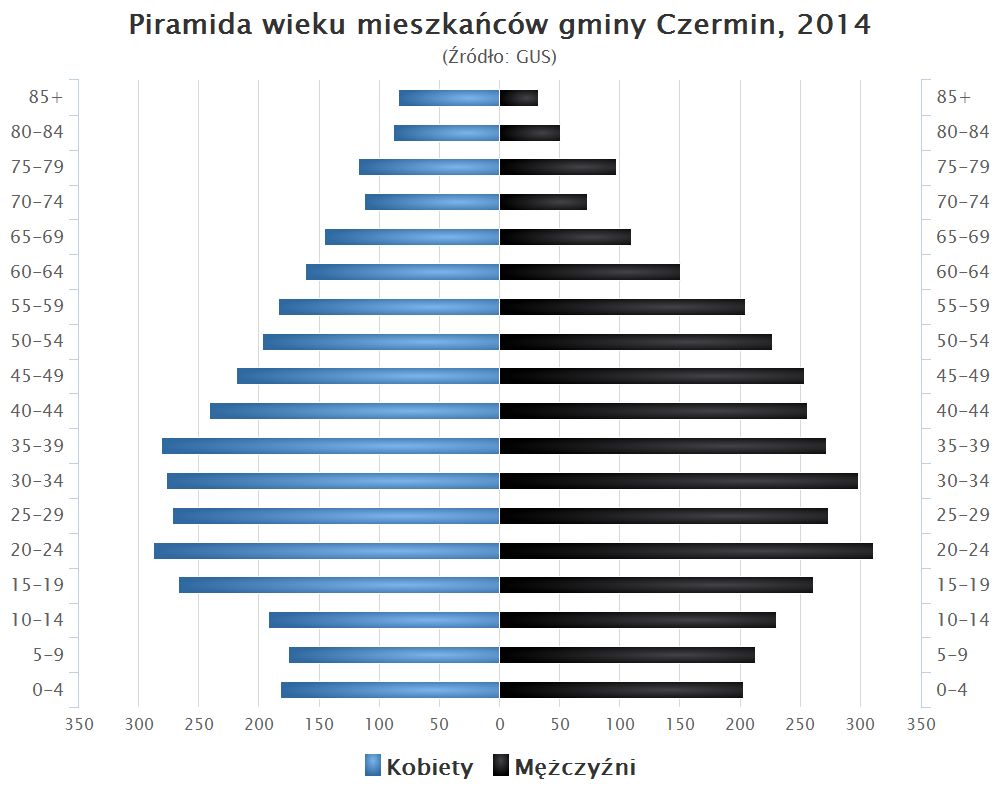
Piramida wieku mieszkańców gminy Czermin w 2014 roku

## Historia
Pierwsze informacje o Czerminie na podstawie wykopalisk pochodzą z XII wieku. Opracowania historyczne wskazują, że już w 1190 r. istniała osada Wisłoka, która w 1211 r. stanowiąc własność klasztoru Premonstrantek z Buska występuje w dokumentach jako wieś Cirmino (Czermin). W 1238 r. kanonik krakowski Michał z rodu Pacnowskich ufundował tej miejscowości kościół parafialny pod wezw. Św. Klemensa. Przy kościele od 1595 r. funkcjonowała szkoła, a od 1721 r. szpital. W czasie potopu szwedzkiego w okolicach Czermina wojska polskie i szwedzkie toczyły bitwy, z których do dziś zachowały się pozostałości fortyfikacji ziemnych tzw. kopce szwedzkie. Po I rozbiorze Czermin jako dobra królewskie przyłączono do Austrii i uznano za własność Habsburgów. W 1776 r. do Czermina przybyli koloniści niemieccy obejmując jego część, którą nazwano Hohenbach. W 1853 r. czermińskie tereny włączono do powiatu mieleckiego. Po reformie administracji w latach 1932–1935 Czermin został siedzibą gminy zbiorowej. W okresie okupacji hitlerowskiej ludność Czermina była masowo wysiedlana, a ziemię przejmowali koloniści. Przed wyzwoleniem koloniści niemieccy opuścili Czermin.

## Gospodarka
Czermin jest gminą typowo rolniczą. Przeciętne gospodarstwo ma powierzchnię 3,8 ha i jest wielokierunkowe. Na terenie gminy występują złoża pospółek i piasków wykorzystywanych w budownictwie, mady o składzie glin do produkcji cegieł.

## Sołectwa
Breń Osuchowski, Czermin, Dąbrówka Osuchowska, Łysaków, Otałęż, Szafranów, Trzciana, Wola Otałęska, Ziempniów
Miejscowość podstawowa bez statusu sołectwa: Wychylówka.

## Sąsiednie gminy
Borowa, Łubnice, Mielec, Szczucin, Wadowice Górne